# Janville (Calvados)
Janville – miejscowość i gmina we Francji, w regionie Normandia, w departamencie Calvados.
Według danych na rok 1990 gminę zamieszkiwało 415 osób, a gęstość zaludnienia wynosiła 93 osoby/km² (wśród 1815 gmin Dolnej Normandii Janville plasuje się na 498. miejscu pod względem liczby ludności, natomiast pod względem powierzchni na miejscu 925.).